# Technorati
Technorati és un motor de cerca d'Internet per a buscar blogs, que competeix amb Google, Yahoo!, PubSub i IceRocket. A l'abril de 2006, l'índex de Technorati supera els 34,5 milions de blogs. A l'abril de 2007 es comptabilitzaren uns 71 milions de blogs.
Creà la seva xarxa de publicitat en 2008, que assolí els 100 milions de visitants únics per mes. D’aquesta manera fou una de les majors xarxes publicitàries.
El seu nom prové de l’acrònim de Tecnologia i Literati, donant lloc a la evocació d’intel·ligència o intel·lectualitat tecnològica.
L’any 2016, fou adquirida per Synacor per 3 milions de dòlars. Anteriorment, era un cercador d'internet per a la recerca de blogs. El lloc web va deixar d'indexar blogs i assignar puntuacions d'autoritats el maig de 2014 amb el llançament del seu nou lloc web, que està centrat en la publicació en línia i la publicitat.
Technorati va ser fundada per Dave Sifry, amb la seva seu a San Francisco (California). Kevin Marks va ser l'enginyer principal del lloc. Tantek Çelik va ser el tècnic en cap del lloc.
El lloc va guanyar els premis SXSW 2006 al Millor Assoliment Tècnic i Millor Espectacle. Va ser nominat per un Premi Webby 2006 a les Millors Pràctiques, però va perdre davant Flickr i Google Maps.

## Història
El febrer de 2006, Debi Jones va assenyalar que les publicacions de l'estat de la blogosfera de Technorati, que llavors afirmava seguir 27,7 milions de blogs, no tenien en compte els blogs de MySpace, dels quals va dir que hi havia 56 milions. Com a resultat, va dir que la utilitat de Technorati com a mesura de popularitat dels blogs era qüestionable. No obstant això, el març de 2006, Aaron Brazell va assenyalar que Technorati havia començat a rastrejar els blogs MySpace.
Al maig de 2006, Technorati es va unir a l'agència de relacions públiques Edelman. L'acord va resultar en moltes crítiques, tant pel seu principi com pel resultat dels escàndols pels falsos blogs d'Edelman el 2006. Edelman i Technorati van acabar oficialment l'acord el desembre de 2006. Aleshores, Oliver Reichenstein va assenyalar que l'anomenat "Estat de la Blogosfera" era més un agent de relacions públiques i un fabricant de diners per a Edelman i Technorati que una font fiable, explicant en particular: a) per què l'afirmació de Technorati/Edelman que "el 31% dels blogs estan escrits en japonès" era "bogus", i b) on el benefici financer per a les parts implicades era en això.
Al maig de 2007, Andrew Orlowski, escrivint per al tabloide de tecnologia The Register, va criticar el redisseny de Technorati. Va suggerir que Technorati havia decidit centrar-se més en controlar les miniatures d'imatges que els resultats dels blogs. També va afirmar que Technorati mai va funcionar correctament en el passat i que el presumpte reenfocament era només "una admissió tàcita que es va abandonar en la seva missió original".
A l'agost de 2008, Technorati va adquirir la revista en línia, Blogcritics, per una suma de diners no revelada. Com a resultat, els fundadors de Blogcritic –editor Eric Olsen i director tècnic Phillip Winn– es van convertir en treballadors de Technorati a temps complet. Una de les primeres empreses col·laboratives de les dues entitats va ser que els escriptors de Blogcritics comencessin a escriure descripcions de les etiquetes de Technorati.
L'octubre de 2008, Technorati va adquirir l'agència d'anuncis en línia Adengage. El CEO de Technorati, Richard Jalichandra, volia utilitzar la plataforma AdEngage per ampliar l'oferta de Technorati Media, començant amb una expansió del seu negoci publicitari des de llocs de trànsit més alts. La xarxa AdEngage va afegir un creixement d'impressions de 12 mil milions mensuals a la xarxa de mitjans de comunicació Technorati.
A l'abril de 2009, Blogcritics va experimentar un redisseny complet del lloc i va canviar els sistemes de gestió de continguts.
El 2009, Technorati va decidir deixar d'indexar blogs i llocs en altres llengües diferents de l'anglès per centrar-se només en la blogosfera de l'idioma saxó. Com a resultat, milers de llocs web en diversos idiomes ja no van ser valorats pel servei Technorati. El 2014, Technorati va deixar d'indexar blogs per complet, reorientant els seus esforços en el seu negoci publicitari.
El 2016, Synacor va adquirir Technorati per 3 milions de dòlars.